# جنبش پاکستان
جنبش پاکستان (به اردو:تحریک پاکستان) عنوان جنبشی تاریخی بود که برای استقلال ایالات شمال غربی هند که مسلمان‌نشین هستند (پاکستان) از راج انگلیس آغاز گردید و در ژوئن ۱۹۴۷ به استقلال پاکستان منجر شد.
در سوم ژوئن سال ۱۹۴۷، وایکانت لوئیس ماونت باتن، آخرین فرماندار کل هند، بخش‌بندی هند بریتانیایی به هند و پاکستان را اعلام کرد. با عبور سریع از پارلمان بریتانیایی قانون استقلال هند، در ساعت ۱۱:۵۷ مورخ ۱۴ اوت ۱۹۴۷، پاکستان به عنوان کشوری جداگانه اعلام شد، و در ساعت ۱۲:۰۲، درست پس از نیمه شب، مورخ ۱۵ اوت ۱۹۴۷ هند نیز کشوری مستقل شد.

## نگارخانه

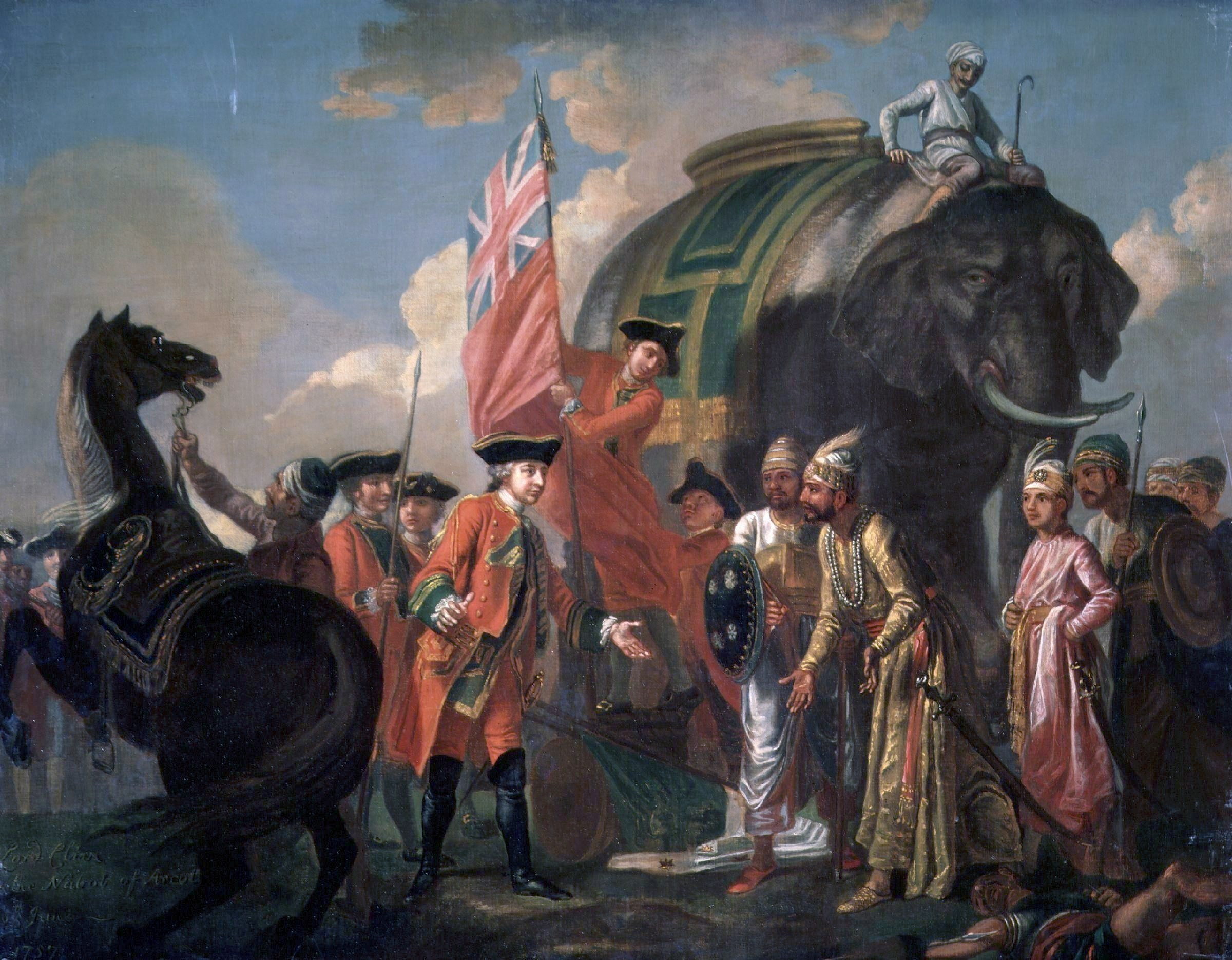
رابرت کلایو ملاقات با میرجعفر پس از نبرد پلاسی. رده‌ها
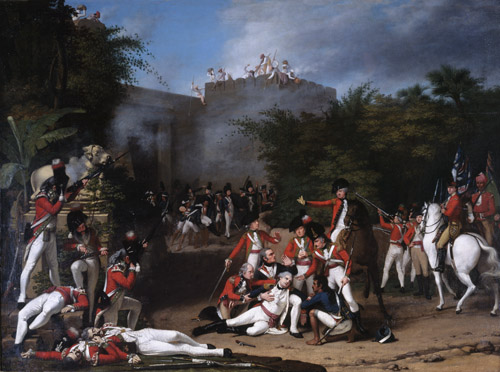
یورش نیروهای بریتانیایی به دروازه پتا در بنگلور.
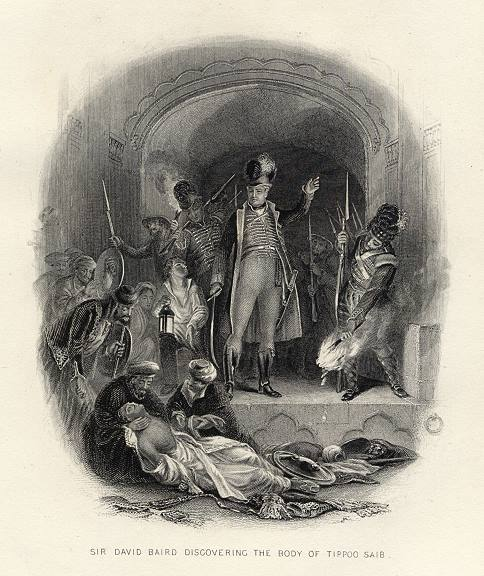
ژنرال سر  دیوید بیرد کشف جسد تیپو سلطان، ۱۷۹۹.
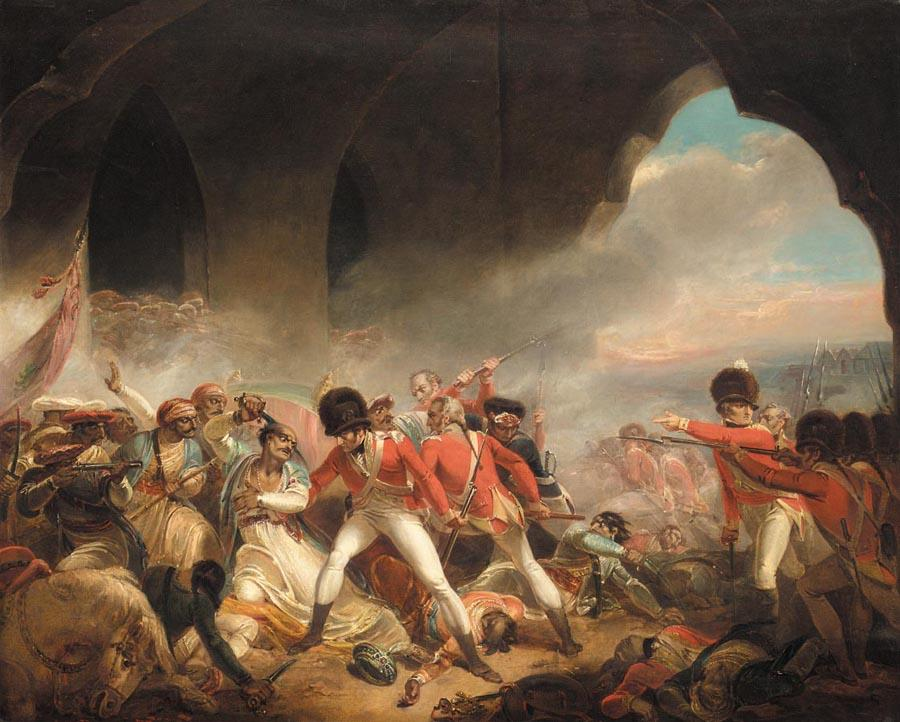
ارتش بریتانیا آخرین فشار برایپادشاهی میسور